# Liquiditat del mercat
En finances, la liquiditat representa la qualitat dels actius per a ser convertits en diners efectius de forma immediata sense pèrdua significativa del seu valor. Es diu que un valor és líquid o té liquiditat quan és fàcil convertir-lo en efectiu.
Implica un compromís entre el preu al qual es pot vendre l'actiu i la rapidesa amb què es pot vendre. En un mercat líquid, es pot vendre ràpidament sense haver d'acceptar un preu significativament més baix. Per contra, en un mercat relativament il·líquid, el valor d'un actiu s'ha de rebaixar significativament per poder vendre'l ràpidament.
En general, la liquiditat d’un actiu està contraposada a la rendibilitat que ofereix, de manera que és probable que un actiu molt líquid ofereixi una baixa rendibilitat.

## Visió general

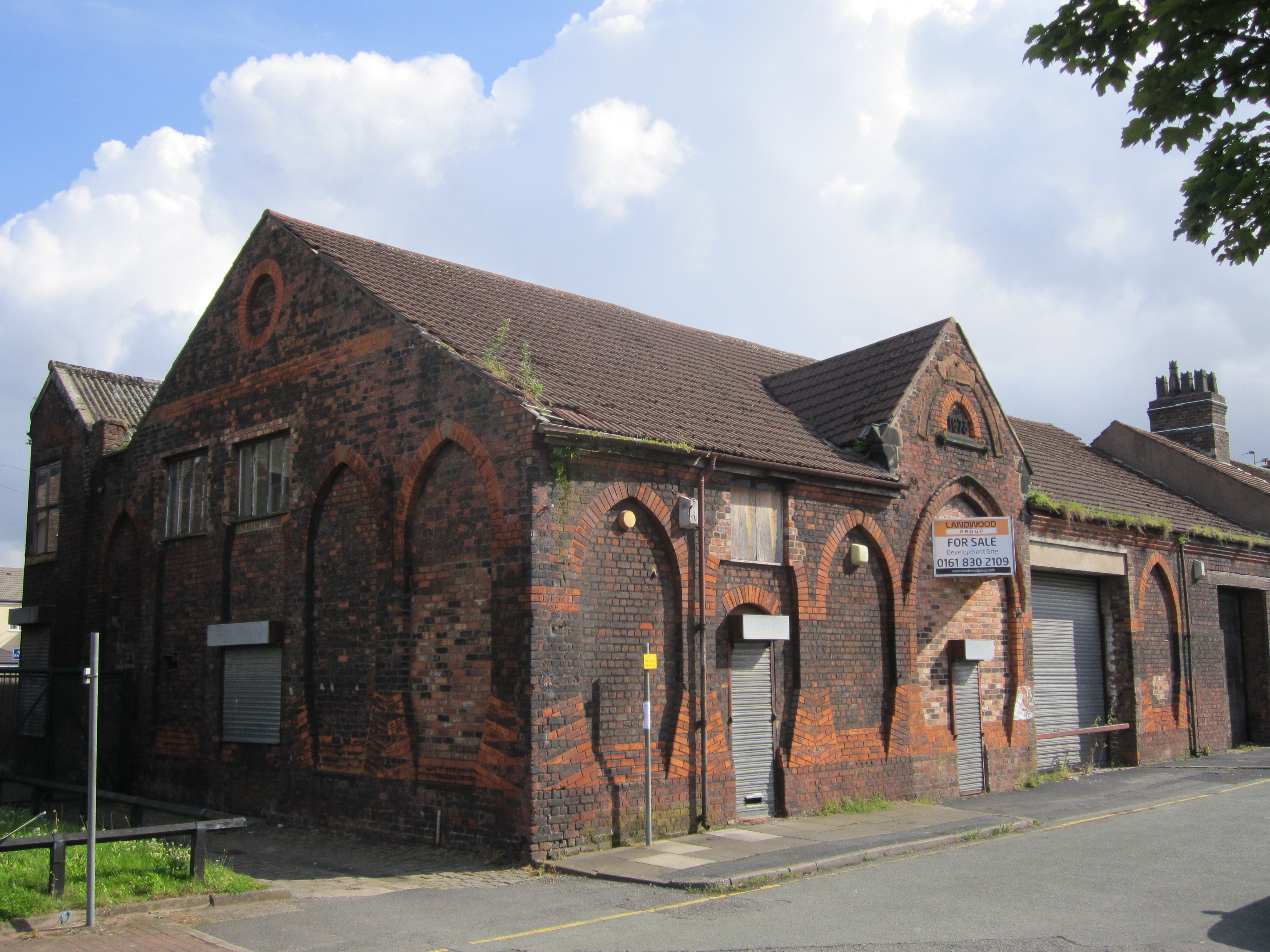
Aquest antic edifici en venda a Cheshire, Anglaterra, té una liquiditat relativament baixa. Es podria vendre en qüestió de dies a un preu baix, però podrien trigar diversos anys a trobar un comprador que estigui disposat a pagar un preu raonable.

Un actiu líquid té algunes o totes les característiques següents: Es pot vendre ràpidament, amb una pèrdua mínima de valor, en qualsevol moment dins de les hores de mercat. La característica essencial d'un mercat líquid és que sempre hi ha compradors i venedors preparats i disposats a comprar i vendre.
Els actius més líquids que existeixen són els diners, o efectiu, perquè es poden canviar instantàniament per béns i serveis al seu valor nominal.
El concepte de liquiditat és similar, però diferent, al de profunditat del mercat, que es relaciona amb la compensació entre la quantitat que es ven i el preu pel qual es pot vendre, en lloc de la compensació de liquiditat entre la velocitat de venda i el preu que es pot vendre. Un mercat es pot considerar alhora profund i líquid si hi ha compradors i venedors preparats i disposats a comprar i vendre l'actiu en qüestió en grans quantitats.
Un actiu il·líquid és un actiu que no es pot vendre fàcilment sense una reducció dràstica del preu, i de vegades no a qualsevol preu, a causa de la incertesa sobre el seu valor o la manca d'un mercat en el qual es cotitzi regularment.
Els especuladors i els creadors de mercat són contribuents clau a la liquiditat d'un mercat o actiu.
Els especuladors són individus o institucions que busquen beneficiar-se dels augments o disminucions previstes en un preu de mercat determinat.
Els creadors de mercat busquen obtenir beneficis cobrant per la immediatesa d'execució: ja sigui implícitament guanyant un diferencial entre el preu d'oferta i el de demanda, o de manera explícita cobrant comissions d'execució. D'aquesta manera, proporcionen el capital necessari per facilitar la liquiditat del mercat.
El risc d'il·liquidesa no s'aplica només a les inversions individuals: carteres senceres estan subjectes al risc de mercat. Les institucions financeres i els gestors d'actius que supervisen les carteres estan subjectes al que s'anomena risc de liquiditat.

## Efecte sobre el valor dels actius
La liquiditat del mercat dels actius afecta els seus preus i rendiments esperats. La teoria i l'evidència empírica suggereixen que els inversors requereixen un rendiment més elevat dels actius amb una liquiditat del mercat més baixa per compensar-los pel cost més elevat de negociar aquests actius. És a dir, per a un actiu amb un determinat flux d'efectiu, com més gran sigui la seva liquiditat de mercat, més alt és el seu preu i menor és la seva rendibilitat esperada.
Un exemple d'això és comparar actius amb i sense un mercat secundari líquid. Els compradors inicials saben que altres inversors estan menys disposats a comprar actius sense un mercat secundari líquid, de manera que els actius amb un mercat secundari líquid tenen un preu més alt (i, per tant, un rendiment més baix) que els que no tenen un mercat secundari líquid.

## Banca
A la banca, la liquiditat és la capacitat de fer front a les obligacions quan venen sense incórrer en pèrdues inacceptables. La gestió de la liquiditat és un procés diari que requereix que els banquers supervisin i projectin els fluxos d'efectiu per garantir que es mantingui una liquiditat adequada. És fonamental mantenir un equilibri entre els actius a curt termini i els passius a curt termini. Per a un banc individual, els dipòsits dels clients són els seus passius principals, mentre que les reserves i els préstecs són els seus actius principals. La cartera d'inversió representa una part més petita dels actius i serveix com a font principal de liquiditat. Els valors d'inversió es poden liquidar per satisfer les retirades de dipòsits i l'augment de la demanda de préstecs. Els bancs tenen diverses opcions addicionals per generar liquiditat, com ara vendre préstecs, demanar préstecs a altres bancs, demanar préstecs a un banc central, i ampliar capital. En el pitjor dels casos, els dipositants poden exigir els seus fons quan el banc no pot generar efectiu adequat sense incórrer en pèrdues financeres substancials. En casos greus, això pot donar lloc a una fallida bancària. La majoria dels bancs estan subjectes a requisits legals que pretenen ajudar a evitar una crisi de liquiditat.
En general, els bancs poden mantenir tanta liquiditat com vulguin perquè els dipòsits bancaris estan assegurats pels governs de la majoria dels països desenvolupats. La manca de liquiditat es pot solucionar augmentant les taxes de dipòsit i comercialitzant eficaçment productes de dipòsit. Tanmateix, una mesura important del valor i l'èxit d'un banc és el cost de la liquiditat. Un banc pot atraure fons líquids importants. Els costos més baixos generen beneficis més forts, més estabilitat i més confiança entre els dipositants, els inversors i els reguladors.

## Mercat de Valors

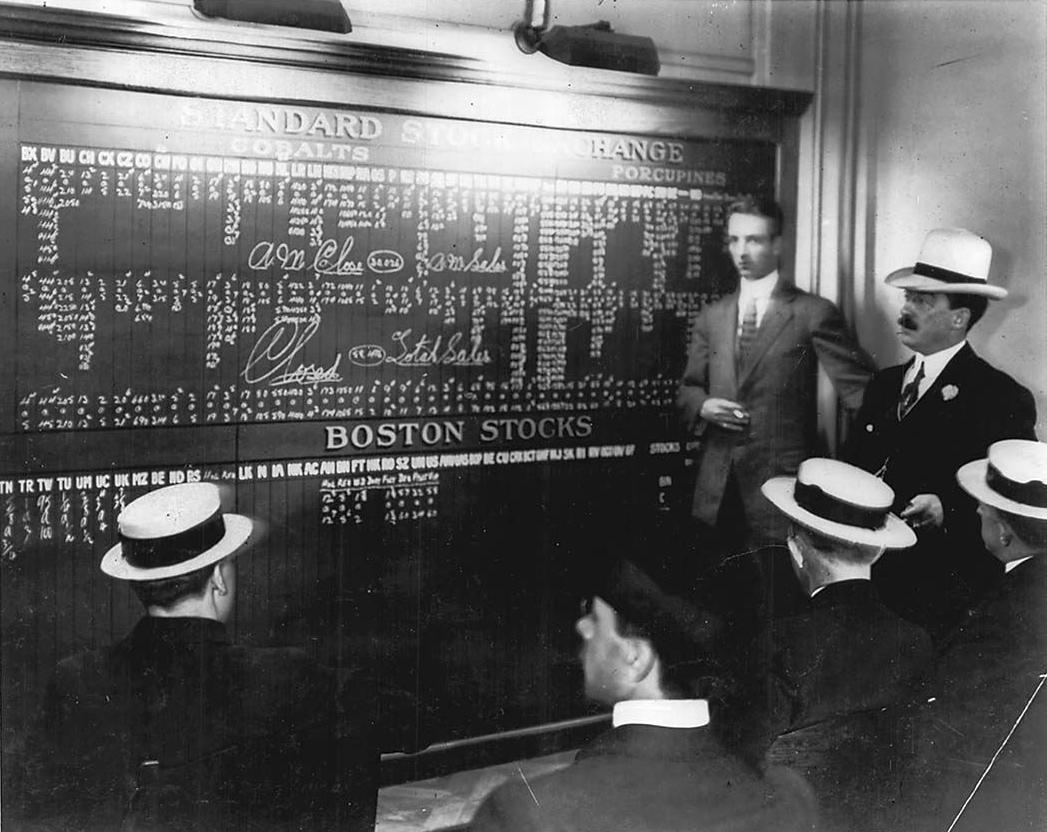
Les borses promouen la liquiditat acceptant ofertes competitives dels compradors. (Borsa de Toronto, 1910)

La liquiditat del mercat de les accions depèn de si cotitzen en una borsa i del nivell d'interès del comprador. Per a les accions líquides, el diferencial entre el preu d'oferta i de demanda és més petit que per a les accions amb poca liquiditat.